# Genevieve Hannelius
Genevieve Knight Hannelius, (Boston, Massachusetts, 22 de diciembre de 1998), conocida profesionalmente como G. Hannelius, es una actriz y cantante estadounidense. Es conocida por interpretar a Avery Jennings en la comedia de Disney Channel Stan, El Perro Bloguero. También ha participado en series de Disney Channel como Sunny, entre estrellas y ¡Buena suerte, Charlie!, en Leo Little's Big Show y en las películas de Air Buddies prestando su voz.

## Primeros años
Hannelius nació en Boston, Massachusetts. A los tres años se mudó al sur de Maine y comenzó a actuar a una edad temprana. Sus papeles en teatro incluyen el interpretar a Madeline de Madeline's Rescue, una producción de Children's Theater of Maine del verano de 2002. También interpretó a Jenny en Tales of a Fourth Grade Nothing en el Children's Theatre of Maine y Maine State Music Theater. Se mudó a California durante tres meses para probar audiciones, y tuvo tanto éxito que su familia se mudó permanentemente a Los Ángeles en 2008. Hannelius es alumna del estudio de Young Actor's Studio con sede en Los Ángeles.

## Carrera
Hannelius interpretó a Courtney Patterson en la comedia Surviving Suburbia, interpretando a la hija del personaje de Bob Saget. Tenía un papel recurrente en Sunny, entre estrellas, una serie de Disney Channel donde interpretaba a Dakota Cóndor. Tuvo un papel como invitada en Hannah Montana como una fan llamada Tiffany y un papel recurrente en ¡Buena suerte, Charlie! como Jo Keener. También interpretó a Emily Pearson en la película Original de Disney Channel Den Brother en 2010, e interpretó la voz de Rosebud en Spooky Buddies y en sus secuelas Treasure Buddies y Super Buddies.
En febrero de 2011, audicionó para un papel principal en el piloto del spin-off de High School Musical Madison High, sin embargo el piloto no fue elegido para una serie. En 2012 fue elegida para interpretar a Avery Jennings en la comedia de Disney Channel Stan, el perro bloguero.
Hannelius tiene varios sencillos disponibles en iTunes. Staying Up All Night fue su primer sencillo estrenado en 2011. Desde entonces, a estrenado otros seis. Hannelius escribió seis de sus canciones.
Ella ha cantado en varios episodios de Stan, el perro bloguero, Hannelius interpretó una canción nombrada "The Truck Stops Here" sin embargo, no está disponible en iTunes; también cantó "Friends Do" pero esta última fue informada que estaría en iTunes para mediados de septiembre de 2014. Este mismo año fue nominada junto con el elenco de Stan, el perro bloguero a un Emmy Award. El 16 de agosto de 2014, día de los premios, no lograron ganar. A mediados de febrero de 2015, se anunció que Hannelius junto al elenco de la serie de Disney Channel, Stan, El Perro Bloguero estaban nominados como "Programa Favorito de TV para Niños" en los Kids Choice Awards; sin embargo no lograron ganar, siendo el elenco de Austin y Ally quienes se llevaron el premio. A mediados de 2015, Stan, el perro bloguero fue nominado por segunda vez consecutiva a un Emmy Award. A finales de mayo apareció como "Missy Waller" en el remake de Roots. El 14 de julio de 2016, sus dos series (Stan, el perro bloguero y Roots) obtuvieron un total de 8 nominaciones en los Emmy Awards 2016. El 26 de octubre de 2016 lanzó un nuevo sencillo titulado "Lighthouse" disponible en iTunes y Spotify.

## Vida personal
Su padre es sueco y su madre es estadounidense.
Anteriormente realizaba vídeo-tutoriales de Nail Art en su canal de YouTube "GbyGNailArt". Debido a su pasión por el Nail Art, a principios de 2015, G. Hannelius empezó un proyecto convirtiéndose en la co-fundadora de "Make Me Nails", su propia aplicación la cual se basa en la toma de fotos a cualquier objeto y convertir éstas mismas en envolturas para las uñas. La aplicación ya está disponible para su descarga totalmente gratis desde la App Store y Play Store. A mediados de 2015, se unió con The Style Club, una empresa de Los Ángeles para que juntos empezarán a diseñar y vender la línea de ropa de G Hannelius la cual lleva de nombre "G by G", la colección ya se encuentra disponible en el sitio web de The Style Club.
A principios de diciembre de ese mismo año, Hannelius fue elegida para unirse al elenco del remake de la miniserie de 1977 "Roots" la cual tuvo su estreno en 2016; Hannelius interpretará a Missy Waller. Hannelius fue elegida para interpretar a Angel en "Before I Fall", una nueva película de drama/comedia estadounidense pero por problemas de horario Hannelius no pudo estar en el rodaje de la película, siendo reemplazada.

## Filmografía
| Año  | Título                       | Personaje     |
| ---- | ---------------------------- | ------------- |
| 2009 | Black & Blue                 | Zoe           |
| 2010 | Den Brother                  | Emily Pearson |
| 2010 | The Search for Santa Paws    | Janie         |
| 2011 | Spooky Buddies               | Rosebud (Voz) |
| 2012 | Treasure Buddies             | Rosebud (Voz) |
| 2012 | Santa Paws 2: The Santa Pups | Charity (Voz) |
| 2013 | Super Buddies                | Rosebud (Voz) |
| 2020 | Day 13                       | Heather       |
| 2022 | Along For The Ride           | Leah          |
| 2023 | Sid is Dead                  | Tiff          |

| Año         | Título                  | Personaje          | Notas                   |
| ----------- | ----------------------- | ------------------ | ----------------------- |
| 2009        | Surviving Suburbia      | Courtney Patterson | 13 episodios            |
| 2009        | Hannah Montana          | Tiffany            | 1 episodio              |
| 2009        | Rita Rocks              | Brianna Boone      | 5 episodios             |
| 2009 – 2010 | Leo Little's Big Show   | Amy Little         | 14 episodios            |
| 2009 – 2010 | Sonny with a Chance     | Dakota Condor      | 6 episodios             |
| 2010 – 2011 | Good Luck Charlie       | Jo Keener          | 4 episodios             |
| 2011        | I'm in the Band         | Srta. Dempsey      | 1 episodio              |
| 2011        | Love Bites              | Maddy Tinnelli     | 1 episodio              |
| 2012 – 2015 | Dog with a Blog         | Avery Jennings     | 70 episodios            |
| 2013        | Fish Hooks              | Amanda             | 1 episodio              |
| 2014        | Jessie                  | Mackenzie          | 1 episodio              |
| 2014        | Sofia the First         | Lady Joy (Voz)     | 1 episodio              |
| 2014        | Wander Over Yonder      | Little Bitts (Voz) | 1 episodio              |
| 2014/2015   | Orange Is the New Black | Chica abusiva      | 1 episodio              |
| 2016        | Roots                   | Missy              | 2 episodios (miniserie) |
| 2017        | American Vandal         | Christa Carlyle    | 6 episodios             |
| 2019        | Timeline                | Marti              | personaje principal     |

## Discografía
| Año  | Canción                | Álbum           |
| ---- | ---------------------- | --------------- |
| 2011 | "Staying Up All Night" | Sencillo        |
| 2011 | "Just Watch Me"        | Sencillo        |
| 2011 | "Two in a Billion"     | Sencillo        |
| 2012 | "Paper Cut"            | Sencillo        |
| 2012 | "Sun in My Hand"       | Sencillo        |
| 2014 | "Stay Away"            | Sencillo        |
| 2014 | "Moonlight"            | Sencillo        |
| 2014 | "4:45"                 | Sencillo        |
| 2014 | "Friends Do"           | Sencillo Disney |
| 2016 | "Lighthouse"           | Sencillo        |